# 25 złotych polskich (1817–1819)
25 złotych polskich (1817–1819) – moneta dwudziestopięciozłotowa Królestwa Kongresowego okresu autonomii, zwana również pojedynczym złotym królewskim, wprowadzona ukazem cara Aleksandra I z 1 grudnia 1815 r., bita w złocie w latach 1817–1819, według systemu monetarnego opartego na grzywnie kolońskiej. Moneta nie posiadała otoku i dlatego została zastąpiona dwudziestopięciozłotówką (1822–1825), z otokiem. Wycofano ją z obiegu 1 maja 1847 r.
Moneta została wybita bez otoku, podobnie jak wszystkie początkowe emisje Królestwa Polskiego okresu autonomii.

## Awers
Na tej stronie umieszczono prawe popiersie cara Aleksandra I, dookoła otokowo napis:

ALEXANDER I CESARZ SA.W.ROS.KRÓL POLSKI *

## Rewers
Na tej stronie umieszczono średni herb Królestwa Kongresowego, tzn. orła rosyjsko-polskiego – dwugłowy orzeł z trzema koronami, dużą pośrodku i dwiema małymi na głowach orła, w prawej łapie trzyma miecz i berło, w lewej jabłko królewskie, na piersi, na tle gronostajowego płaszcza, tarcza herbowa z polskim orłem. Po obu stronach dużej korony rok bicia: 1817, 1818 lub 1819. Na dole, po obu stronach ogona orła, znajduje się znak intendenta mennicy w Warszawie – I.B. (Jakuba Benika), dookoła otokowo napis:

25.ZŁOT• POLSKI•. 52 Z GR•CZ•KOL•

## Opis
Monetę bito w mennicy w Warszawie, w złocie próby 916, na krążku o średnicy 19 mm, masie 4,9051 grama, z rantem skośnie ząbkowanym, bez otoku. Według sprawozdań mennicy w latach 1817–1819 w obieg wypuszczono 237 009 sztuk.
Stopień rzadkości poszczególnych roczników przedstawiono w tabeli:
| Rocznik                  | Stopień rzadkości | Szacowana liczba egzemplarzy | Zdjęcie |
| ------------------------ | ----------------- | ---------------------------- | ------- |
| 25 złotych polskich 1817 | R2                | 3001–15 000                  |         |
| 25 złotych polskich 1818 | R2                | 3001–15 000                  |         |
| 25 złotych polskich 1819 | R2                | 3001–15 000                  |         |

Moneta była bita w latach panowania Aleksandra I, więc w numizmatyce rosyjskiej zaliczana jest do kategorii monet tego cara.
25-złotówka była bita na starych automatach menniczych, które rozpoczęły swoją pracę jeszcze w czasach Rzeczypospolitej Obojga Narodów. Maszyny te nie pozwalały na emisję monet z wystającym powyżej rysunków awersu i rewersu obrzeżem (zwanym otokiem), mającym zmniejszać tempo ścierania się rysunków egzemplarzy uczestniczących w codziennym obrocie pieniężnym. W odpowiedzi na pismo Namiestnika Królestwa Polskiego z 9 kwietnia 1818 r. zawierające prośbę o wyrażenie zgody na:
- bicie monet z napisem „z miedzi krajowej” oraz
- srebrnych 10-złotówek, które nie były wymienione w akcie prawnym z 1 grudnia 1815 r.,

król-cesarz Aleksander I wyraził zgodę, warunkując ją koniecznością bicia ich przez Mennicę Królewską w Warszawie „w formie cylindrycznej, z wykonaniem obrzeża monet prostopadłego do płaszczyzny krążka”. W celu wypełnienia wymagania narzuconego przez administrację petersburską koniecznym było sprowadzenie ze stolicy Cesarstwa Rosyjskiego parowych maszyn menniczych, które postanowiono zainstalować w nowo budowanym gmachu mennicy. Pojawienie się w 1819 r. różnych nominałów z otokiem wiązało się z uruchomieniem petersburskich automatów. Monety z otokiem i prostopadle ząbkowanym rantem z 1818 r. miały charakter próbny i były bardzo nieliczne. Na przełomie XX i XXI w. znane są egzemplarze 25-złotówek z datą roczną 1818 wybitych z otokiem, co do których autorzy katalogów nie są zgodni czy powinny mieć status monet próbnych, czy ewentualnie nowego bicia.
Mimo, że w aktach normatywnych nazwą monety był pojedynczy złoty królewski, na rewersie został wybity nominał: 25 złotych polskich. Monety nie stanowiły jednak równowartości 25 złotych polskich w srebrze. Były to w rzeczywistości dwie odrębne waluty złotowe:
- złoty polski w złocie oraz
- złoty polski w srebrze.